# Championnat de Pologne de football 1966-1967
Navigation
Édition précédente Édition suivante
La saison 1966-1967 du championnat de Pologne est la trente-neuvième saison de l'histoire de la compétition. Cette édition a été remportée par le Górnik Zabrze pour la cinquième fois consécutive, devant le Zagłębie Sosnowiec.

## Les clubs participants
| Club               | Ville     |
| ------------------ | --------- |
| GKS Katowice       | Katowice  |
| Gornik Zabrze      | Zabrze    |
| KS Cracovia        | Cracovie  |
| Legia Varsovie     | Varsovie  |
| LKS Łódź           | Lódź      |
| Pogoń Szczecin     | Szczecin  |
| Polonia Bytom      | Bytom     |
| Ruch Chorzów       | Chorzów   |
| Sląsk Wrocław      | Wrocław   |
| Stal Rzeszów       | Rzeszów   |
| Szombierki Bytom   | Bytom     |
| Wisła Cracovie     | Cracovie  |
| Zagłębie Sosnowiec | Sosnowiec |
| Zawisza Bydgoszcz  | Bydgoszcz |

## Compétition

### Classement
| Rang | Équipe             | Pts | J  | G  | N  | P  | Bp | Bc | Diff |
| ---- | ------------------ | --- | -- | -- | -- | -- | -- | -- | ---- |
| 1    | Górnik Zabrze (T)  | 37  | 26 | 16 | 5  | 5  | 44 | 20 | +24  |
| 2    | Zagłębie Sosnowiec | 34  | 26 | 14 | 6  | 6  | 45 | 25 | +20  |
| 3    | Ruch Chorzów       | 30  | 26 | 13 | 4  | 9  | 44 | 30 | +14  |
| 4    | Legia Varsovie     | 28  | 26 | 9  | 10 | 7  | 35 | 22 | +13  |
| 5    | ŁKS Łódź           | 28  | 26 | 10 | 8  | 8  | 29 | 28 | +1   |
| 6    | Polonia Bytom      | 27  | 26 | 11 | 5  | 10 | 35 | 34 | +1   |
| 7    | GKS Katowice       | 27  | 26 | 11 | 5  | 10 | 29 | 32 | -3   |
| 8    | Stal Rzeszów       | 26  | 26 | 9  | 8  | 9  | 24 | 30 | -6   |
| 9    | Pogoń Szczecin (P) | 24  | 26 | 10 | 4  | 12 | 30 | 39 | -9   |
| 10   | Wisła Cracovie (C) | 23  | 26 | 8  | 7  | 11 | 30 | 36 | -6   |
| 11   | Szombierki Bytom   | 23  | 26 | 10 | 3  | 13 | 29 | 37 | -8   |
| 12   | Śląsk Wrocław      | 21  | 26 | 8  | 5  | 13 | 23 | 28 | -5   |
| 13   | Zawisza Bydgoszcz  | 19  | 26 | 6  | 7  | 13 | 20 | 35 | -15  |
| 14   | KS Cracovia (P)    | 17  | 26 | 7  | 3  | 16 | 27 | 48 | -21  |

| Légende | Légende                                                                                      |
| ------- | -------------------------------------------------------------------------------------------- |
|         | Coupe des clubs champions européens 1967-1968 (1er tour)                                     |
|         | Coupe d'Europe des vainqueurs de coupe 1967-1968 (1er tour)                                  |
|         | Relégation en II Liga                                                                        |
|         | (T) : Tenant du titre 1965-1966 (C) : Vainqueur de la Coupe de Pologne 1966-1967 (P) : Promu |

## Bilan de la saison
| Tableau d'Honneur |                |
| Compétition       | Vainqueur      |
| I Liga            | Górnik Zabrze  |
| Coupe de Pologne  | Wisła Cracovie |

| Promotions et relégations |                               |
| Relégués en II Liga       | Zawisza Bydgoszcz KS Cracovia |
| Promus de II Liga         | Odra Opole Gwardia Varsovie   |

| Qualifications européennes 1967-1968   |                |
| Coupe des clubs champions européens    | Qualifié       |
| 1er tour                               | Górnik Zabrze  |
| Coupe d'Europe des vainqueurs de coupe | Qualifié       |
| 1er tour                               | Wisła Cracovie |

## Meilleurs buteurs
| # | Joueur               | Équipe             | Buts |
| - | -------------------- | ------------------ | ---- |
| 1 | Włodzimierz Lubański | Górnik Zabrze      | 18   |
| 2 | Andrzej Jarosik      | Zagłębie Sosnowiec | 15   |
|   | Jerzy Wilim          | Szombierki Bytom   | 15   |